# Jezus i proroctwa mesjańskie
Treść tego artykułu od 2014-12 może nie być zgodna z zasadami neutralnego punktu widzenia.
Dokładniejsze informacje o tym, co należy poprawić, być może znajdują się w dyskusji tego artykułu.
 Po wyeliminowaniu niedoskonałości należy usunąć szablon {{Dopracować}} z tego artykułu.
Jezus i proroctwa mesjańskie – proroctwa o przyjściu Mesjasza, zawarte w tekstach Starego Testamentu i według teologii chrześcijańskiej spełnione w Jezusie Chrystusie.
Teolodzy chrześcijańscy dostrzegają proroctwa mesjańskie, których spełnienie widzą w Jezusie z Nazaretu, w ponad 100 fragmentach Starego Testamentu. Większość z nich jest uznawana za mesjańskie także przez komentatorów judaistycznych.
Sam Jezus twierdził, że swoim posłannictwem wypełnia starotestamentalne proroctwa. Czynił np. wyrzut faryzeuszom:

Badacie Pisma, ponieważ sądzicie, że w nich zawarte jest życie wieczne: to one właśnie dają o Mnie świadectwo. [...] Waszym oskarżycielem jest Mojżesz, w którym wy pokładacie nadzieję. Gdybyście jednak uwierzyli Mojżeszowi, to byście i Mnie uwierzyli. O Mnie bowiem on pisał. J 5,39-47

## Proroctwo Księgi Daniela 9,24-27
W Księdze Daniela zostało zapisane szczególne proroctwo:

(26) A po sześćdziesięciu dwóch tygodniach Pomazaniec zostanie zgładzony i nie będzie dla niego... Miasto zaś i świątynia zginie wraz z wodzem, który nadejdzie. Koniec jego nastąpi wśród powodzi, i do końca wojny potrwają zamierzone spustoszenia. (27) Utrwali on przymierze dla wielu przez jeden tydzień. A około połowy tygodnia ustanie ofiara krwawa i ofiara z pokarmów. (Dn 9,26-27)

Cały fragment, Dn 9,24-27, mówi o 70 tygodniach od decyzji odbudowania Świątyni do Władcy-Pomazańca. W apokaliptyce tydzień to siedem lat, gdyż dzień jest symbolem roku. Niektórzy historycy w następujący sposób odnoszą ten fragment do Chrystusa. Odbudowa murów Jerozolimy zajęła dokładnie siedem tygodni czyli 49 lat od rozkazu króla perskiego Artakserksesa (por. Ezd 7,11-26), by rozpocząć prace. Władca podjął tę decyzję w 458 r. przed Chr., koniec odbudowy murów zbiegł się z odejściem namiestnika Nehemiasza z funkcji zarządcy Judei, wiadomo, że był to rok 409 przed. Chr. Gdy doda się 62 tygodnie (434 lata), dochodzi się do roku 26 AD. Wielu, włączając w to Euzebiusza z Cezarei, podaje tę datę jako rok chrztu Jezusa. Z kolei pół tygodnia, czyli trzy i pół dnia, czyli trzy i pół roku, kiedy według proroctwa miała w Świątyni ustać krwawa ofiara i ofiara pokarmowa odnosi się do zdania z Mt 27,51, które mówi, że w chwili śmierci Jezusa zasłona w Świątyni rozdarła się na dwoje. Ustanie ofiar potwierdza też tekst z Talmudu Rosz Haszana 31b. W ciągu pokolenia Rzymianie zniszczyli Świątynię i wysłali Żydów na wygnanie.

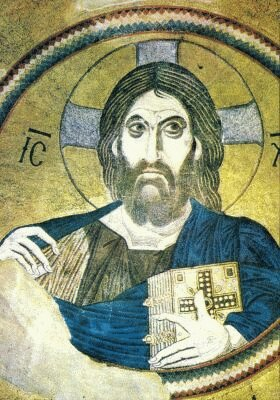
Chrystus Pantokrator – fresk z XI wieku, z Kościoła Dafne w pobliżu Aten

## Pochodzenie i miejsce narodzin Mesjasza
Następujące teksty mówią o pochodzeniu mesjasza: z Judy – Rdz 49,10; z potomstwa Jakuba – Lb 24,11; z potomstwa Jessego, ojca króla Dawida – Iz 11,1-2. Proroctwo to cytowane jest w Mt 1,1-16, Łk 3,23-28, Rz 15,12.
Mesjasz będzie potomkiem króla Dawida – 2 Sm 7,12-13, Jr 23,5 oraz Jr 33, 15.
- Pocznie się z dziewicy: Iz 7,14: Oto Panna pocznie i porodzi Syna, i nazwie Go imieniem Emmanuel. Niektórzy żydowscy apologeci twierdzą, że hebrajskie słowo użyte przez Izajasza alma /עלמה/ może oznaczać po prostu młodą kobietę. Jednak, jak argumentuje Schoeman, wtedy trudno byłoby to uznać za cudowny znak, o który chodzi w tym proroctwie. Również grecka Septuaginta, które było tłumaczeniem dokonanym w diasporze przez Żydów dla Żydów, ukończonym w całości co najmniej 150 lat przed Chr., tłumaczy alma słowem greckim parthenos – dziewica[1].
- Przyjdzie na świat w Betlejem: Mi 5,1: A ty, Betlejem Efrata, najmniejsze jesteś wśród plemion judzkich! Z ciebie mi wyjdzie Ten, który będzie władał w Izraelu, a pochodzenie Jego od początku, od dni wieczności.

## Misja Mesjasza
Jest wiele proroctw o misji Mesjasza. Będzie przygotowana przez poprzednika – Iz 40,3-5, cytowane w Mt 3,1-3 oraz Ml 3,1; uzdrowi chorych – Iz 35,4-7; uwolni zniewolonych – Iz 61,1-2, proroctwo to Jezus sam odnosi do siebie w Łk 4,16-21. Gdy przyjdzie, wielu będzie występować przeciwko niemu – Iz 6,9-10, co Jezus sam zastosował do siebie w Mt 13,14-15. Także Ewangelia Jana odnosi ten tekst razem z Iz 53,1 do Jezusa w J 12,37-41. Cechy osoby mesjasza: Iz 9,6 oraz jego duch: Iz,11,2-4.

## Męka i śmierć Mesjasza

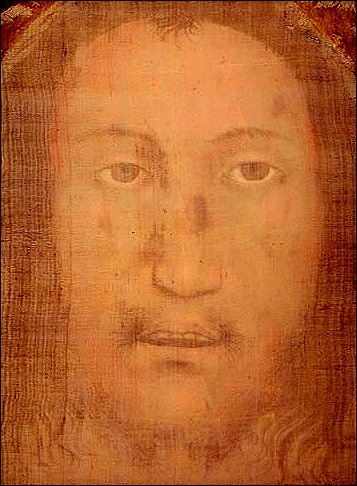
Całun z Manoppello: zdaniem wielu osób jest to autentyczne odbicie twarzy Jezusa powstałe przy jego zmartwychwstaniu

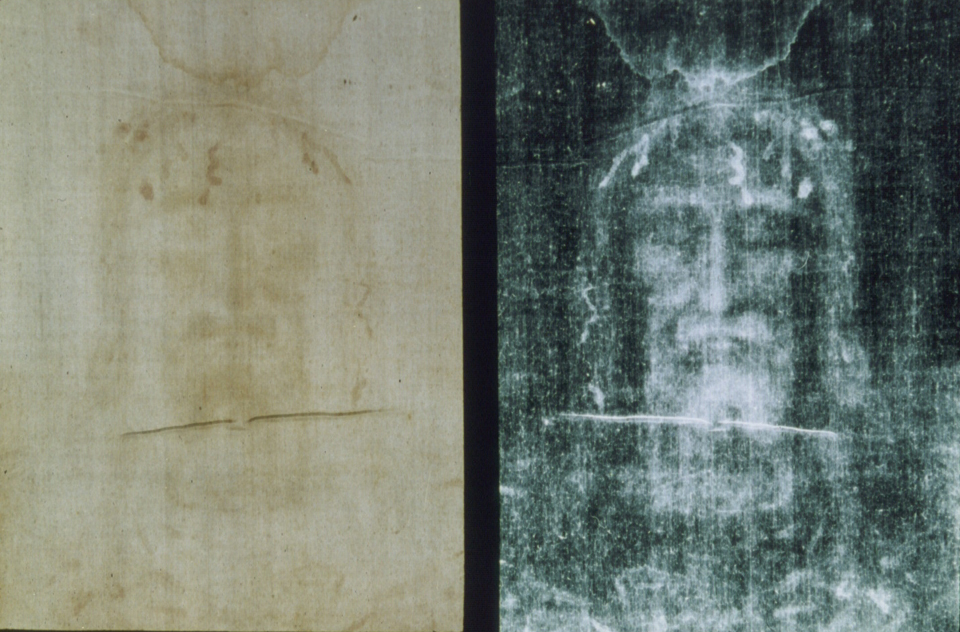
Pozytyw i negatyw twarzy z Całunu Turyńskiego

Cały szereg proroctw odnosi się do jego męki i śmierci, są one cytowane przez ewangelistów. Najbardziej znaczące są następujące: Księga Mądrości zawierająca wiele zapowiedzi cierpień mesjasza: Mdr 2,12-24, wypełnienie ukazują: Mt 23,23-28, Mt 5,10; J 5,18; Mt 27,39-43. Wielu uważa pieśni Sługi Pańskiego np. Iz 53 za proroczy opis cierpień Jezusa Mesjasza, np. Iz 53,1-12; cytowany w J 12,37n; Mt 8,16n; Mk 15,27n; J 19,15; Mt 27,57-60. Również Psalm 22: Boże mój, Boże mój czemuś mnie opuścił? Jest on cytowany jako wypełniony w Jezusie w Mt 27,46. Wers 16 psalmu: przebili ręce i nogi moje
Wers 18 psalmu cytowany jest przez J 19,23-24: rzucili los o moją suknię....
Również Psalm 34 zawiera szczegóły śmierci Mesjasza. Wers 21: ani jedna z nich /jego kości/ nie ulegnie złamaniu jest cytowany w J 19 w. 31 i dosłownie ww. 33-36:

Zaświadczył to ten, który widział, a świadectwo jego jest prawdziwe. On wie, że mówi prawdę, abyście i wy wierzyli.  Stało się to bowiem, aby się wypełniło Pismo: Kość jego nie będzie złamana.  (J 19,35n)

1. Zdradzony przez przyjaciela: Ps 41,10 – J 13,21.26.30
2. Sprzedany za trzydzieści srebrników: Za 11,13 – Mt 26,14–15
3. Milczenie w czasie sądu: Iz 53,7 – Mt 27,12–14
4. Zniewagi i znęcanie się podczas sądu i biczowania: Iz 50,6 – Mt 27,27–31 i Mk 15,19
5. Przebicie rąk i nóg: Ps 22,17–18 – Łk 23,33.35–36
6. Rozdzielenie szat i rzucanie losów o suknię: Ps 22,19 – J 19,23-24
7. Słowa Jezusa i świadków ukrzyżowania: Ps 22,1 – Ps 22,7–9 – (Mt 27,46, Łk 23,35; 8,53; Mt 27,39, Mt 27,43
8. Pragnienie i napojenie żółcią i octem: Ps 69,22 – Mt 27,33 i J 19,28–29
9. Przebicie boku: Za 12,10 – J 19,34
10. Niezłamana żadna kość: Księga Wyjścia (2 Mojżeszowa) 12,46 – J 19,36
11. Zabity jako przestępca: Iz 53,12 – Mk 15,25-27
12. Zaćmienie słońca po śmierci Jezusa: Am 8,9 – Mt 27,46.

## Inne
Inne starotestamentowe wersety i ich nowotestamentowe odpowiedniki:
1. Nazywany "Gwiazdą Poranną": Lb 24,17 – Ap 22,16
2. Powrót z Egiptu: Oz 11,1 – Mt 2,14-15
3. Zamieszkały w Kafarnaum (ziemia pokolenia Zabulona i pokolenia Neftalego): Iz 8,23–9,1 – Mt 4,12–13
4. Przemawiający w przypowieściach: Ps 78,1–2 – Mt 13,34; Iz 6,9–10 – Mt 13,13–15.
5. Wjazd do Jerozolimy na ośle: Za 9,9 – Mk 11,3–7
6. Śmierć w towarzystwie przestępców, pochówek w grobie bogacza: Iz 53,9 – Mt 27,38 i Mt 27,57–60
7. Zmartwychwstanie: Ps 16,10 – Łk 24,6